# ساخت آلمان

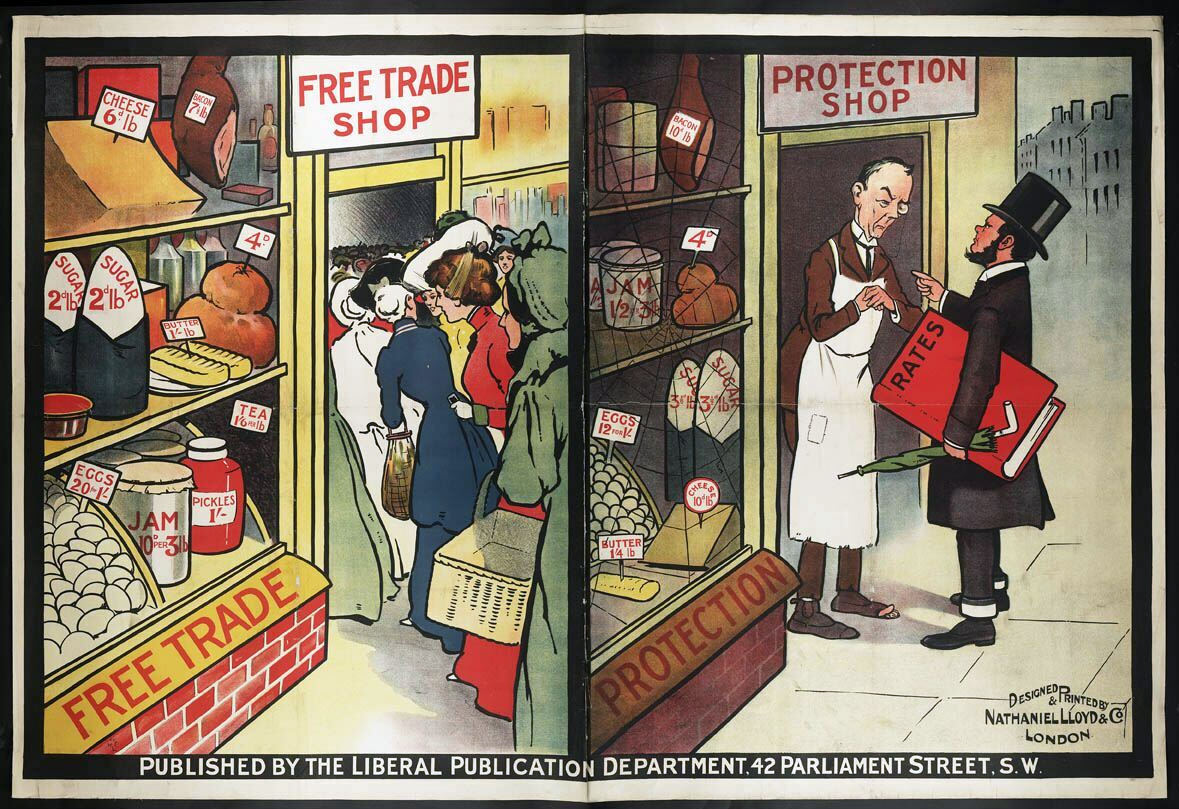
کاریکاتوری در رابطه با پروتکسیونیزم در بریتانیا. ۱۹۰۵

تمبر یادبود پست آلمان، ۱۹۸۸، به مناسبت صدمین سال قانون علامت‌گذاری اجناس آلمانی

ساخته شده در آلمان (به انگلیسی: Made in Germany)، (معادل آلمانی: Hergestellt in Deutschland)، جمله‌ای است که در اواخر قرن نوزدهم و اوایل قرن بیستم در انگلستان طبق قانون می‌بایست به روی اجناس وارداتی از آلمان چسبانده یا حک می‌شد تا بریتانیاییها هنگام خرید «فریب» نخورند و بتوانند جنس «بنجل» یا تقلید شده را از جنس «ناب» انگلیسی تمیز دهند. آلمانی‌ها توانستند به مرور زمان این «مهر ننگ». را در عمل تبدیل به نماد کیفیت بالا و مرغوبیت کالاهای خود کنند.

## تاریخچه
در اواخر قرن نوزدهم کشورهای اروپایی بسوی صنعتی شدن گام برمی‌داشتند. آلمان‌ها نیز به نوبه خود شدیداً به تولید پرداخته و بازارها را با اجناس، جنگ‌افزار، افزار و ماشین آلات خود پوشش می‌دادند. بازرگانان جزیره بریتانیا که تا این زمان خود را ایزوله کرده و بیشتر با مستعمرههای خود تجارت یکجانبه و با قاره اروپا صادرات را تجربه کرده و کم و بیش فقط مواد معدنی و مواد غذایی و این قبیل اجناس را وارد می‌کردند یکباره متوجه شدند که در حال از دست دادن بازارها هستند و هر چه بیشتر گلایه نزد لردها و پادشاه بردند.
در نمایشگاه بین‌المللی صنایع لندن در سال ۱۸۶۲، «سر جوزف ویتوورث» مشهور، عضو هیئت داوران بود. او با دیدن ماشین آلات کارخانه دار آلمانی بنام «یوهان فون تْسْیمرمان» از شهر کمنیتز جمله تاریخی «very good indeed» (حقیقتاً خیلی خوب است) را به زبان آورد… بطوریکه این نمایشگاه و به‌خصوص محصولات شهر کمنیتز نقطه عطفی شدند تا بریتانیایی‌ها از آن پس با «خرده قانون» ها و تبصره‌ها بخواهند جلوی واردات را بگیرند (پروتکسیونیزم). بالاخره پس از بالا رفتن چشمگیر واردات از آلمان، مجلس انگلستان قانونی در تاریخ ۲۳ اوت ۱۸۸۷ (۱ شهریور ۱۲۶۶ خورشیدی) تصویب کرد به‌نام «قانون علائم تجاری» که در آن آمده بود: تمامی اجناس وارداتی، به‌خصوص از قاره اروپا (که کیفیت‌شان پیشاپیش کم ارزش اعلام می‌شد) می‌بایستی جهت حفظ منافع ملت بریتانیا، اکیداً علامت‌گذاری شده و با برچسب یا مهر، کشور مبدأ یا سازنده را معرفی کنند. چون هدف اصلی این قانون آلمان بود، برای صادرات آنها جمله‌ای نیز در قانون نظر گرفته شد: «Made in Germany».
علامت انحصاری و حفاظت شده «Made in Germany» پس از جنگ جهانی دوم و تقسیم شدن آلمان به مدت بیش از ۴ دهه دو شکل متفاوت به خود گرفت:
آلمان غربی: «Made in Western Germany» و
آلمان شرقی: «Made in GDR = German Democratic Republic».
در سال ۱۸۹۱ چنین قانونی در رابطه با علامت‌گذاری کشور مبدأ در روی اجناس صادراتی در «قرارداد مادرید» گنجانده شد و بسیاری کشورها آن را تصویب کردند.

## کتاب
Made in Germany، ۱۸۹۷ قابل دانلود